# Classe C (cacciatorpediniere 1943)
La classe C è stata una classe di 32 cacciatorpediniere delle Royal Navy britannica ordinata nel 1942 e varata tra il 1943 ed il 1945. Le navi vennero costruite secondo una divisione per flottiglie da 8 unità, denominate Ca, Ch, Co e Cr e destinate ad essere l'11, 12, 13 e 14 Flottiglia di emergenza. I nomi delle sottoclassi erano derivati dalle lettere iniziali dei nomi delle unità, e le navi del primo gruppo, inizialmente ordinate con nomi eterogenei, vennero rinominate con le iniziali Ca. Una quinta flottiglia, da chiamarsi Ce, venne progettata ma cancellata in favore della nuova classe Weapon. Le uniche due unità già ordinate, la Celt e la Centaur, vennero modificate in base al progetto della nuova classe.

## Progetto
Le unità della classe vennero costruite come parte del programma di emergenza di guerra, venendo basate sullo scafo e sull'apparato macchine delle classe J di anteguerra, incorporando tutti gli armamenti e radar più moderni disponibili al momento. Alcune unità vennero completate in tempo per partecipare al conflitto. Tutte le navi erano equipaggiate con il Fuze Keeping Clock, un sistema semplificato di controllo fuoco.
La flottiglia Ca fu una ripetizione delle precedenti classi W e Z, mentre le flottiglie Ch, Co e Cr vennero equipaggiate con lanciasiluri quadrupli e non quintupli, per diminuire il peso necessario per l'installazione del Controllo centralizzato del puntamento. Con questa classe venne introdotto nel Regno Unito il procedimento di saldatura completa dello scafo nella costruzione di cacciatorpediniere, a cominciare dal Contest.
La Caprice fu l'ultimo cacciatorpediniere dell Royal Navy ad essere equipaggiata con il diffusissimo cannone antiaereo "Pom Pom" da 40 mm in installazioni quadruple Mark VII. La Comet e la Contest vennero equipaggiate come posamine mancando quindi del pezzo principale Y.
Le unità della flottiglia Ca vennero ricostruite negli anni sessanta per servire come scorte veloci.

## Navi
* = Capoflottiglia
Flottiglia Ca
- Caesar* (ex-Ranger), costruita nei cantieri John Brown & Company di Clydebank, varata il 14 febbraio 1944, venduta per essere demolita nel 1966.
- Cambrian (ex-Spitfire), costruita nei cantieri Scotts Shipbuilding & Engineering Company di Greenock, varata il 10 dicembre 1943, venduta per essere demolita nel 1971.
- Caprice (ex-Swallow), costruita nei cantieri Yarrow & Company di Scotstoun, varata il 16 settembre 1943, venduta per essere demolita nel 1979.
- Carron (ex-Strenuous), costruita nei cantieri Scotts, varata il 28 marzo 1944, venduta per essere demolita nel 1967.
- Carysfort (ex-Pique), costruita nei cantieri J. Samuel White di Cowes, varata il 25 luglio 1944, venduta per essere demolita nel 1970.
- Cassandra (ex-Tourmaline), costruita nei cantieri Yarrow, varata il 29 novembre 1943, venduta per essere demolita nel 1967.
- Cavalier (ex-Pellew), costruita nei cantieri White, varata il 7 aprile 1944, venduta per essere preservata nel 1977, attualmente al Chatham Historic Dockyard.
- Cavendish* (ex-Sibyl), costruita nei cantieri John Brown, varata il 12 aprile 1944, venduta per essere demolita nel 1967.

Flottiglia Ch
- Chaplet, costruita nei cantieri John I. Thornycroft & Company di Woolston, varata il 18 luglio 1944, venduta per essere demolita nel 1965.
- Charity, costruita nei cantieri Thornycroft, varata il 30 novembre 1944, venduta alla Marina militare pakistana come Shah Jahan nel 1959, gravemente danneggiata da unità della Indian Navy al largo di Karachi il 4 dicembre 1971 e radiata perché giudicata irreparabile.
- Chequers* , costruita nei cantieri Scotts, varata il 30 ottobre 1944,  venduta per essere demolita nel 1966
- Cheviot, costruita nei cantieri Alexander Stephen & Sons di Linthouse, varata il 2 maggio 1944,  venduta per essere demolita nel 1966.
- Chevron, costruita nei cantieri Stephen, varata il 23 febbraio 1944,  venduta per essere demolita nel 1969.
- Chieftain, costruita nei cantieri Scotts, varata il 26 febbraio 1945,  venduta per essere demolita nel 1961.
- Childers* , costruita nei cantieri William Denny & Brothers di Dumbarton, varata il 27 febbraio 1945.  venduta per essere demolita nel 1963.
- Chivalrous, costruita nei cantieri Denny, varata il 22 giugno 1945, venduta al Pakistan nel 1954 come Taimur, poi venduta per essere demolita.

Flottiglia Co
- Cockade, costruita nei canteri Yarrow, varata il 7 marzo 1944, venduta per essere demolita nel 1964.
- Comet, costruita nei cantieri Yarrow, varata il 22 giugno 1944, venduta per essere demolita nel 1962.

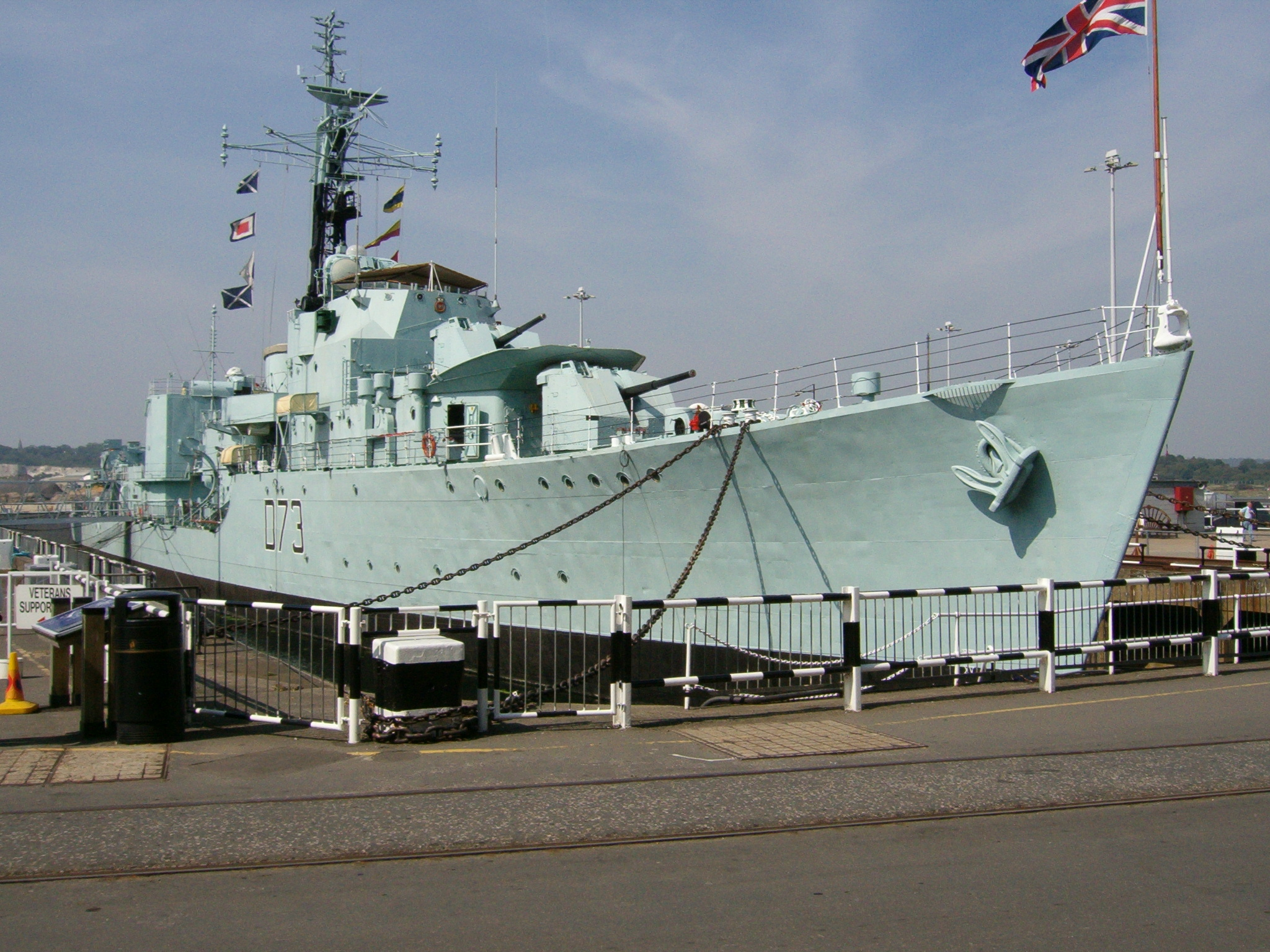
La Cavalier, unico cacciatorpediniere britannico della seconda guerra mondiale attualmente conservato

- Comus, costruita nei cantieri Thornycroft, varata il 14 marzo 1945, venduta per essere demolita nel 1958.
- Concord (ex-Corso), costruita nei cantieri Thornycroft, varata il 14 maggio 1945, venduta per essere demolita nel 1962.
- Consort, costruita nei cantieri Stephen, varata il 19 ottobre 1944, venduta per essere demolita nel 1961.
- Constance* , costruita nei cantieri Vickers Armstrongs di Walker, varata il 22 agosto 1944, venduta per essere demolita nel 1956.
- Contest, costruita nei cantieri White, varata il 16 dicembre 1944, venduta per essere demolita nel 1960.
- Cossack* , costruita nei cantieri Vickers Armstrongs, varata il 10 maggio 1944, venduta per essere demolita nel 1961.

Flottiglia Cr
- Creole, costruita nei cantieri White, varata il 22 novembre 1945, venduta al Pakistan come Alamgir nel 1958, radiata e demolita.
- Crescent, costruita nei cantieri John Brown, varata il 20 luglio 1944, trasferita alla Royal Canadian Navy nel 1945, venduta per essere demolita nel 1971.
- Crispin (ex-Craccher), costruita nei cantieri White, varata il 23 giugno 1945, venduta al Pakistan come Jahangir nel 1958, radiata e demolita.
- Cromwell (ex-Cretan), costruita nei cantieri Scotts, varata il 6 agosto 1945, venduta alla Royal Norwegian Navy come Bergen nel 1946, radiata e demolita.
- Crown, costruita nei cantieri Scotts, varata il 19 dicembre 1945, venduta alla Norvegia come Oslo nel 1946, radiata e demolita.
- Croziers, costruita nei cantieri Yarrow, varata il 19 settembre 1944 venduta alla Norvegia come Trondheim nel 1946, venduta per essere demolita nel 1961.
- Crusader, costruita nei cantieri John Brown, varata il 5 ottobre 1944, ceduta al Canada nel 1946, venduta per essere demolita nel 1964.
- Crystal, costruita nei cantieri Yarrow, varata il 12 febbraio 1945, venduta alla Norvegia come Stavanger nel 1946, radiata e demolita.